# Eres tú (película)
Eres tú es una comedia romántica de 2023 dirigida por Alauda Ruiz de Azúa y escrita por Cristóbal Garrido y Adolfo Valor. Está protagonizada por Álvaro Cervantes, Silvia Alonso, Susana Abaitua, Gorka Otxoa y Pilar Castro. Se estrenó en Netflix el 3 de marzo de 2023.

## Trama
Javier (Álvaro Cervantes) descubrió rápidamente el poder de la clarividencia amorosa cuando dio su primer beso a una chica. Desde ese momento es capaz de ver el futuro de la relación con cualquier persona que se bese por primera vez. Aunque pueda parecer un talento perfecto, todo se complica cuando besa accidentalmente a la novia de su mejor amigo.

## Reparto
- Álvaro Cervantes como Javier
- Silvia Alonso como Lucía
- Gorka Otxoa como Roberto
- Susana Abaitua como Ariana
- Pilar Castro como Sonsoles Durán
- Fabia Castro como Esther
- Lara Oliete como Carla
- Ninton Sánchez como Simón
- Paula Muñoz como Berta
- Elisabeth Larena como Silvia

## Producción
En abril de 2022, se anunció que el rodaje de la comedia romántica Eres tú, dirigida por Alauda Ruiz de Azúa (que por aquel entonces había estrenado su primera película, Cinco lobitos) y escrita por Cristóbal Garrido y Adolfo Valor, había concluido y se estrenaría directamente en Netflix. También se confirmó que estaría protagonizada por Álvaro Cervantes, Silvia Alonso, Susana Abaitua, Gorka Otxoa y Pilar Castro.

## Lanzamiento
El 3 de febrero de 2023, Netflix anunció que Eres tú se estrenaría en la plataforma el 3 de marzo de 2023. El tráiler de la película fue lanzado el 23 de febrero de 2023.